# Collembolispora
Collembolispora is een monotypisch geslacht van schimmels uit de familie ploettnerulaceae. Het bevat alleen Collembolispora barbata.